# Pseudapis glabriventris
Pseudapis glabriventris is een vliesvleugelig insect uit de familie Halictidae. De wetenschappelijke naam van de soort is voor het eerst geldig gepubliceerd in 1930 door Friese.